# Кіажна
Кіажна (рум. Chiajna) — село у повіті Ілфов в Румунії. Входить до складу комуни Кіажна.
Село розташоване на відстані 9 км на захід від Бухареста, 136 км на південь від Брашова.

## Населення
За даними перепису населення 2002 року у селі проживали 3839 осіб, з них 3826 осіб (99,7%) румунів. Рідною мовою 3830 осіб (99,8%) назвали румунську.